# 1997年电影

## 第三十四屆金馬獎
- 最佳劇情片——《甜蜜蜜》（嘉禾、電影人公司）
- 最佳導演——陳果《香港製造》
- 最佳男主角——謝君豪《南海十三郎》
- 最佳女主角——張曼玉《甜蜜蜜》